# Scrapter carysomus
Scrapter carysomus är en biart som beskrevs av Davies 2005. Scrapter carysomus ingår i släktet Scrapter och familjen korttungebin. Inga underarter finns listade i Catalogue of Life.